# Motorola MC14500B

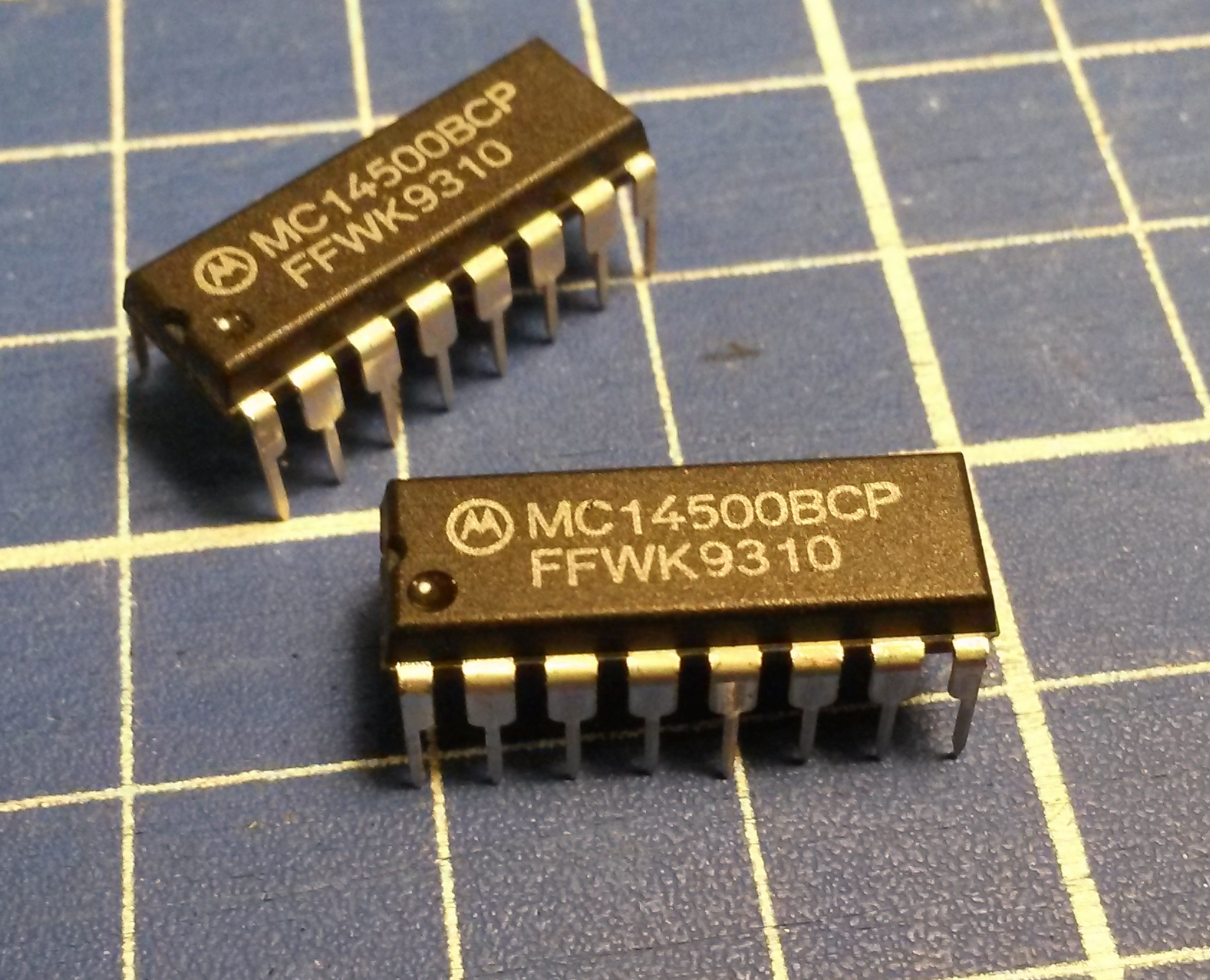
Microprocesador MC14500BCP de 1-bit.

El MC14500B es una Unidad de Control Industrial (Industrial Control Unit o ICU), es un microprocesador de 1 bit construido con tecnología CMOS diseñado por Motorola  en 1977 para dar solución a aplicaciones sencillas de control. El MC14500B (ICU) se adapta bien a la implementación de la lógica de escalera y, por lo tanto, podría usarse para reemplazar los sistemas de relés los y controladores lógicos programables, también destinados a la manipulación de datos en serie.  
El procesador admite 16 comandos, operando a una frecuencia de 1 MHz.  El MC14500B no incluye contador de programa (PC); en cambio, una señal de reloj puede manejar un chip de Contador de Programa por separado; por lo tanto, el tamaño de la memoria admitida depende de la implementación de ese chip. Todavía estaba en producción en año1995. 
La arquitectura de ICU es similar al ordenador DEC PDP-14

## Desarrolladores
La ICU fue concebida por Vern Gregory a mediados de los años 1970, mientras trabajaba como un ingeniero en un grupo de marketing  de aplicaciones de Motorola en Phoenix, AZ; Brian Dellande diseños de rutinas y coescritura del manual; Ray DiSilvestro fue el técnico de pruebas; Terry Malarkey soporte de administración proporcionada..[cita requerida]
En la División de Lógica CMOS en Austin, TX (dónde fue hecho) Phil Smith era el diseñador de chip; Mike Hadley proporcionó soporte de aplicaciones de producto.[cita requerida]

## Derivados
Una derivación del diseño fue usada como  controlador embebido hecho de encargo en una aplicación a medida para la industria de la automoción de NipponDenso por Motorola—Japón. 
I.P.R.S. Băneasa Fabricó un clon del MC14500B con la designación βP14500 en tecnología IIL (en vez de hacerlo con la tecnología original CMOS).

## Usos notables
Uno de los ordenadores educativo más conocidos basados en este procesador es el ordenador WDR 1-bit (512 bits de RAM, LED, E/S, teclado).
Una versión moderna, en estilo retro, de una computadora basada en este procesador es PLC14500-Nano. Está certificado como hardware de código abierto PL000011 para que cualquiera pueda aprender de su diseño y construirlo libremente.

## Diagrama de bloques y Conjunto de instrucciones
| Instrucción | Código | Nemónico | Acción                                                   |
| ----------- | ------ | -------- | -------------------------------------------------------- |
| 0           | 0000   | NOPO     | No hay cambios en el registro RR → RR, Bandera O → 010   |
| 1           | 0001   | LD       | Cargar RR (Registro Resultado). DATA → RR                |
| 2           | 0010   | LDC      | Cargar complementaria RR (Registro Resultado). DATA → RR |
| 3           | 0011   | AND      | Y Lógico                                                 |
| 4           | 0100   | ANDC     | Y Lógico complementario                                  |
| 5           | 0101   | OR       | O Lógico                                                 |
| 6           | 0110   | ORC      | O Lógico complementario                                  |
| 7           | 0111   | XNOR     | XOR complementario                                       |
| 8           | 1000   | STO      | Guardar RR                                               |
| 9           | 1001   | STOC     | Guardar RR Complementario                                |
| 10          | 1010   | IEN      | ENTRADAS HABILITADAS                                     |
| 11          | 1011   | OEN      | SALIDA HABILITADA                                        |
| 12          | 1100   | JMP      | SALTO                                                    |
| 13          | 1101   | RTN      | RETORNO                                                  |
| 14          | 1110   | SKZ      | IGNONAR SIGUIENTE INSTRUCCIÓN                            |
| 15          | 1111   | NOPF     | No hay cambios en el registro RR → RR, Bandera F → 010   |